# Тайна предков
«Тайна предков» — советский остросюжетный приключенческий художественный чёрно-белый фильм, истерн, поставленный в 1972 году режиссёром Маратом Ариповым на киностудии «Таджикфильм». Экранизация повести Николая Якутского «Золотой ручей».
Премьера киноповести состоялась в Москве 22 января 1973 года.

## Сюжет
1920-е годы. Пользуясь тем, что в Якутию ещё не пришла Советская власть, купцы поставили местных жителей в полную зависимость от своей воли. Купец Опарин перестал менять порох и продукты на меха, он хотел узнать, где находится золотоносный ручей. Но вождь племени Сэдюк не нарушил закон предков и не раскрыл тайну Золотого ручья.

## В ролях
| Актёр                                            | Роль                       |
| ------------------------------------------------ | -------------------------- |
| Дмитрий Ходулов                                  | Седюк                      |
| Антанас Габренас                                 | Игнат Галактионович Опарин |
| Наталья Кирюшкина (в титрах — Наталья Шестакова) | Арапас                     |
| А. Васильев                                      | Уйбанча                    |
| Спартак Федотов                                  | Байбал                     |
| Татьяна Конюхова                                 | Любовь Игоревна            |
| Георгий Склянский                                | Максим Сергеевич — доктор  |
| Виктор Филиппов                                  | Евстигней                  |
| Бакен Кыдыкеева                                  | Мекке                      |
| Александр Мовчан                                 | Петр Опарин                |
| Владимир Фоменко                                 | белогвардейский поручик    |

### В эпизодах
- Владимир Мазур
- Вали Джураев
- Владимир Барботько
- Ли Ен Су

### Озвучивание
- Анатолий Кузнецов
- Иван Рыжов
- Николай Граббе

## Съёмочная группа
- Режиссёр: Марат Арипов
- Сценаристы: Лев Габышев[2], Валентин Максименков, Мухиддин Ходжаев
- Оператор: Александр Панасюк
- Композитор: Эдуард Хагагортян
- Художник: Владимир Артыков

## Съёмки
По ряду причин фильм — сильные морозы, отсутствие в Якутии киностудии, сложность перелёта актёров — снимался не в Якутии.
Место съёмок — окраина города Североуральск, где в пойме реки Сосьвы были построены декорации на натуре: «Лобаз купца Опарина»; «Хранилище мехов»; «Водяная мельница»; «Стойбище якутских оленеводов», состоящих из 12 жилых яранг, коновязей, оленьих загонов, с реквизитом из оленьих нарт, якутских охотничьих лыж, два северных оленя были доставлены из северного города Ивдель на вертолёте. Кинотехника для съемок на натуре была привезена из Свердловской киностудии. Павильонные съёмки затем велись на киностудии «Таджикфильм».